# Деніел Ліберман
Деніел Е. Ліберман (народився 3 червня 1964) — палеоантрополог Гарвардського університету, де він обіймає професуру біологічних наук імені Едвіна М. Лернера II, а також є професором кафедри еволюційної біології людини. Відомий своїми дослідженнями еволюції людської голови  та людського тіла. 

## Біографія
Ліберман здобув освіту в Гарвардському університеті, де отримав ступінь бакалавра, магістра та доктора філософії.  Він також отримав ступінь магістра філософії Кембриджського університету.  Він був молодшим науковим співробітником Гарвардського товариства стипендіатів та викладав в Університеті Ратгерса та Університеті Джорджа Вашингтона, з 2001 року став професором Гарвардського університету.
Ліберман є директор скелетної біологічної лабораторії в Гарварді. Він також є членом кураторської ради Музею археології та етнології Пібоді, членом відділу організмової та еволюційної біології в Гарварді та Наукового виконавчого комітету LSB Leakey Foundation.

## Відзнаки та нагороди
- Стипендіат національних заслуг, 1982
- Фі Бета Каппа (Гарвардський коледж), 1986
- Сумма з відзнакою, Гарвардський коледж
- Меморіальна стипендія Френка Нокса III, 1986-1987
- Стипендія аспірантів Національного наукового фонду, 1987-1990
- Молодша стипендія Гарвардського товариства стипендіатів, 1993-1996
- Лауреат Ігнобелівської премії з фізики, 2009
- Премія Еверетта Мендельсона за відмінне наставництво, Гарвардський університет, 2009 р.
- Професура Гарвардського коледжу, 2010-2015
- Американська академія мистецтв і наук, 2020

## Дослідження
Ліберман вивчає, як і чому людське тіло стало таким, яким воно є зараз, звертаючи при цьому особливу увагу на еволюцію фізичної активності  Його дослідження поєднують палеонтологію, анатомію, фізіологію та експериментальну біомеханіку в лабораторії та в польових умовах. У своїй кар'єрі він спочатку зосереджувався значною мірою на питанні, чому і як у людей такі незвичайні голови.  З 2004 року більшість його досліджень зосереджено на еволюції людської локомоції, включно з тим, чи були перші гомініни двоногими,  чому розвинувся двоногий рух,  біомеханічні проблеми вагітності у жінок,  як локомоція впливає на функцію скелета  і, особливо, еволюція бігу. У статті 2004 року з Деннісом Брамблом «Біг на витривалість і еволюція роду Homo»  він висловив припущення, що люди еволюціонували, щоб пересуватися на великі відстані для збирання їжі та полювання. Його дослідження про біг загалом, особливо біг босоніж   було популяризовано в книзі-бестселері Кріса Макдугалла «Народжені бігати».  Ліберман є завзятим марафонцем, часто босоніж, що принесло йому прізвисько «Босий професор». 

### Переклади українською
- Деніел Ліберман, Фізична (не)активність. Що насправді робить нас здоровими? Пер. Олени Любенко. – Київ, Лабораторія, 2021. – 432 с. ISBN 978-617-7965-70-0